# 空间定向障碍
空间定向障碍（英語：Spatial disorientation），又稱空間迷向、空間迷失，是指飞行员在飛行時无法确定角度、高度、速度。在夜间或恶劣的天气下，当地平线也無法看清时，这种无法确定角度、高度、速度的情况尤为严重，因為人的方向感主要取決於人的視覺。
空間定向障礙也是空難的其中一個因素，例如迪拜航空981号班机空难和 印尼亚洲航空8501号班机空难等便是因空間定向障礙所導致的空難。